# Tarifverbund Nordwestschweiz

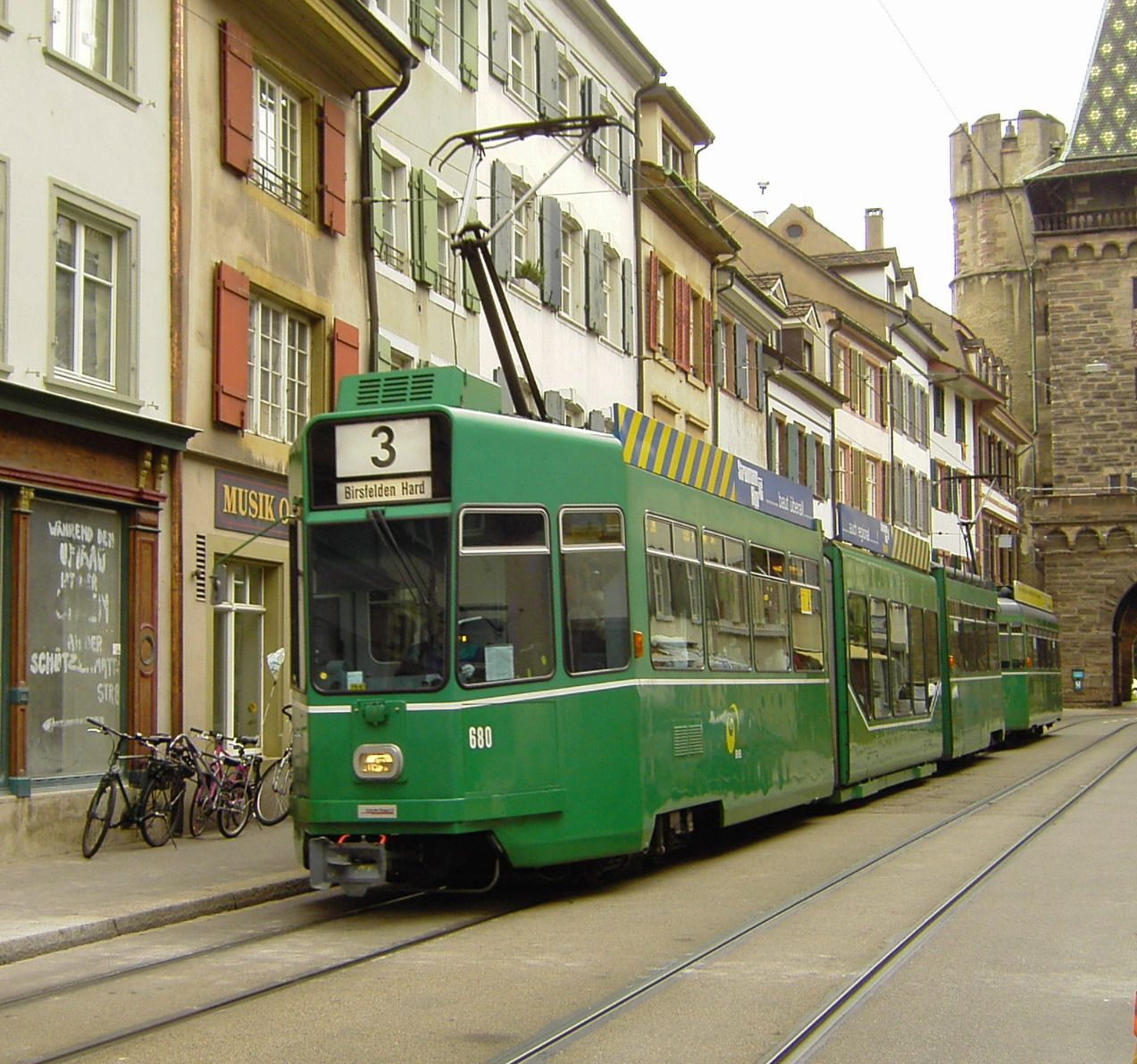
Linie 3 der BVB beim Spalentor

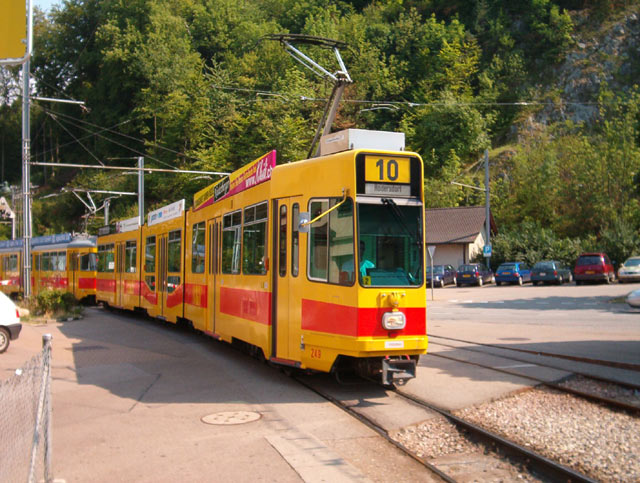
Linie 10 der BLT in Flüh

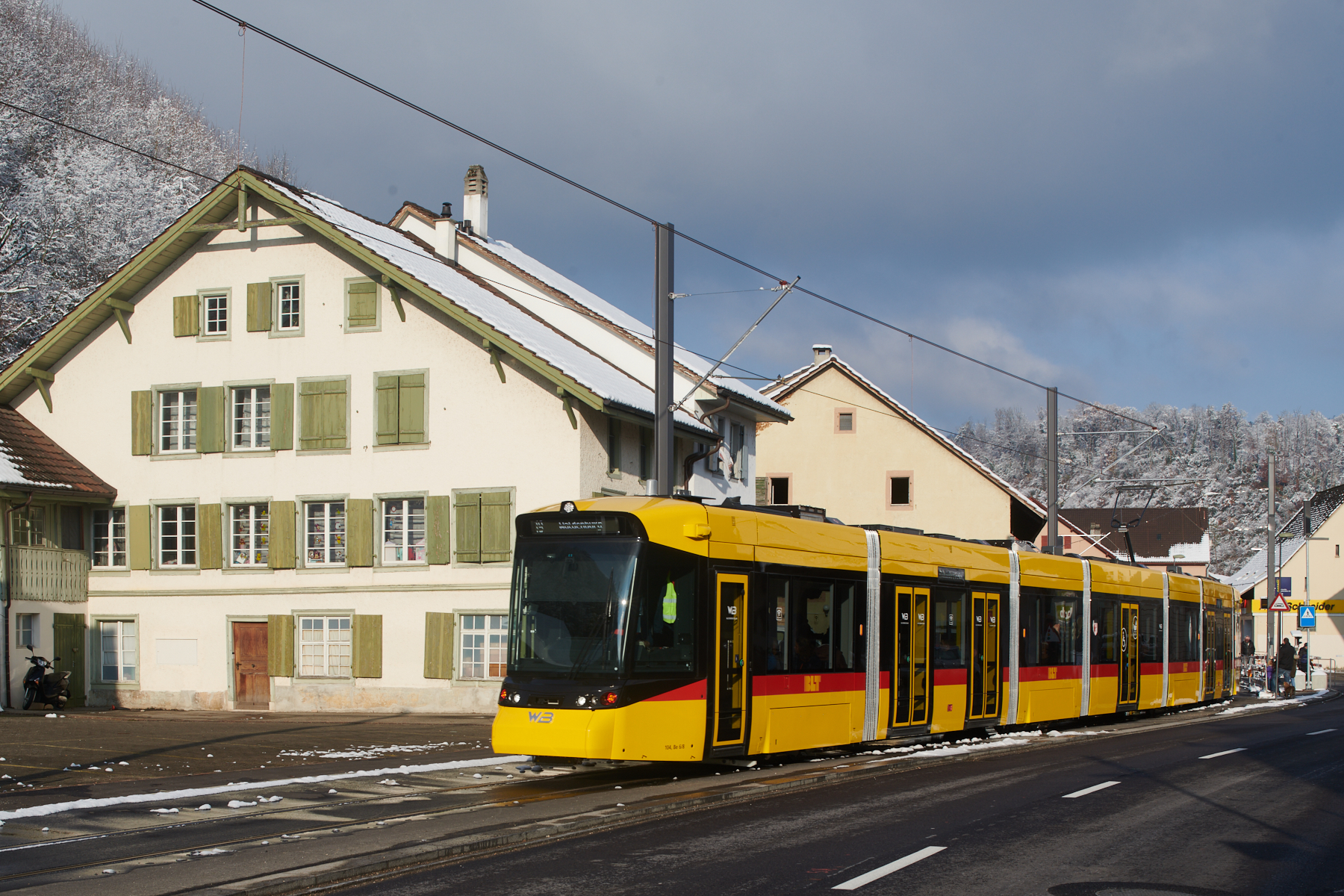
Linie 19 der WB in Hölstein

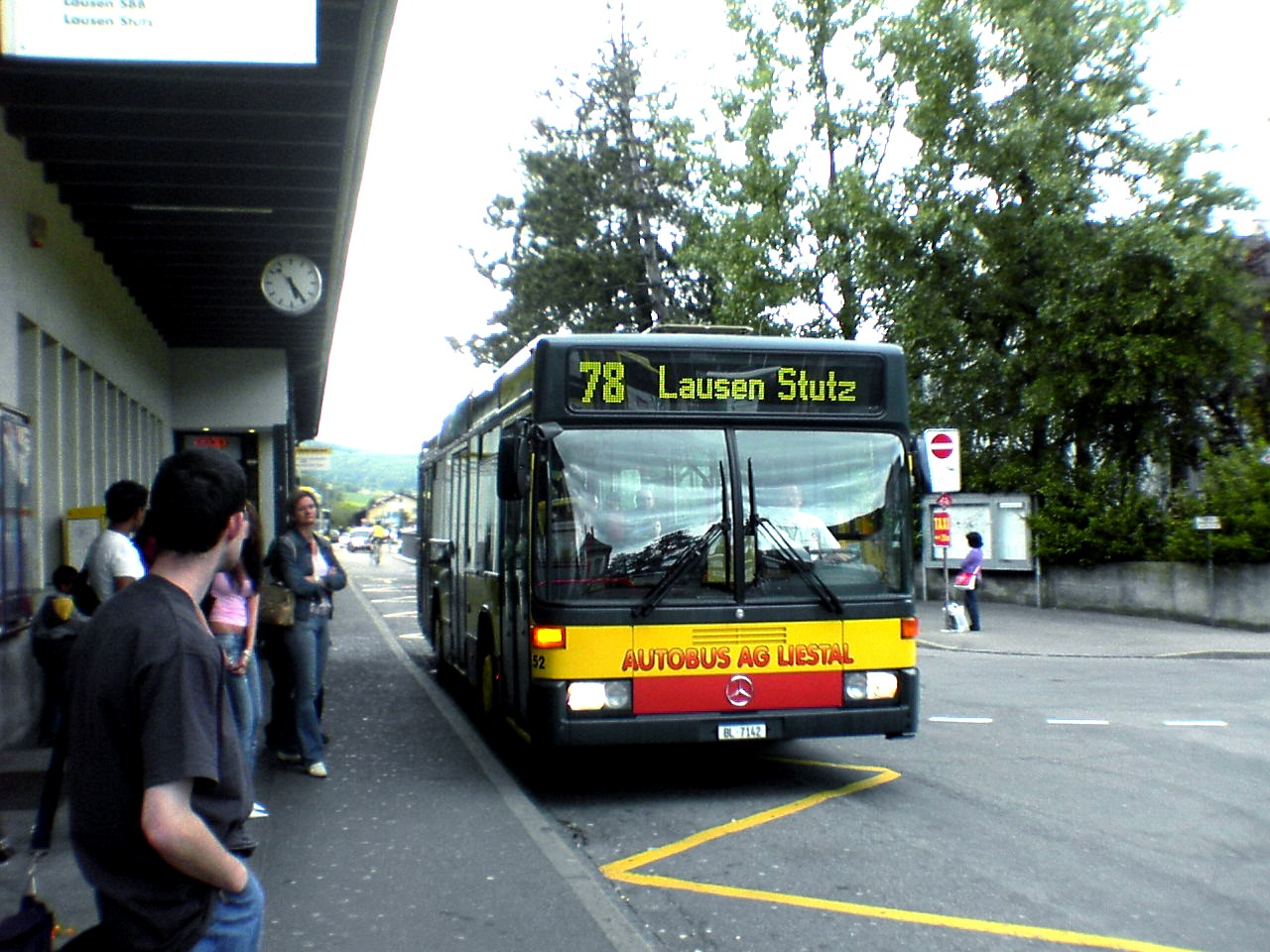
Buslinie 78 der AAGL beim Bahnhof Liestal

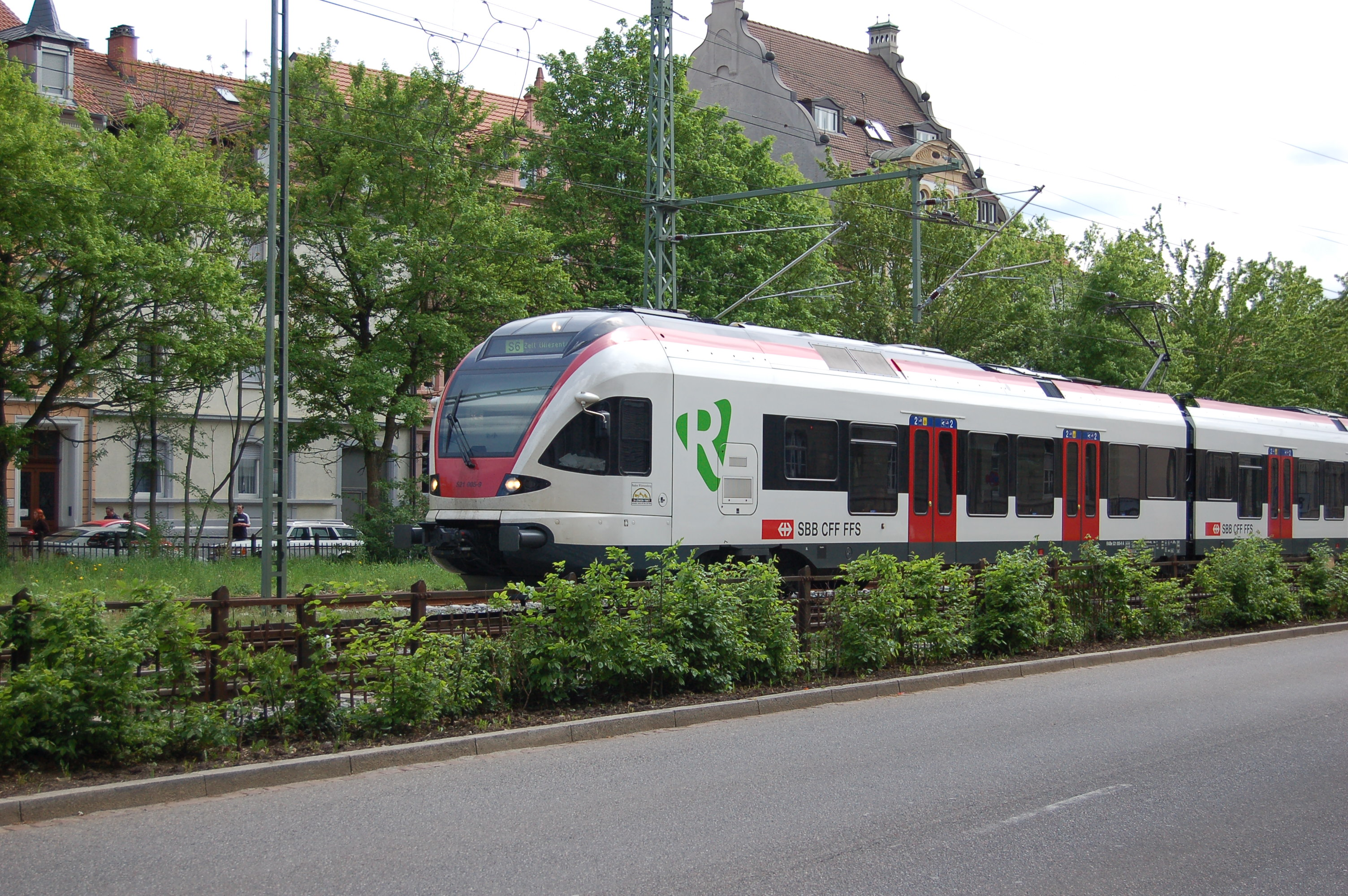
Ein Zug der S-Bahn Basel in Lörrach

Der Tarifverbund Nordwestschweiz (TNW) ist ein integraler Tarifverbund und deckt die ganze Region Nordwestschweiz ab. Die Baselland Transport AG ist die geschäftsführende Unternehmung im Tarifverbund.

## Geschichte
1978 gründeten die Basler Verkehrs-Betriebe (BVB) und die Baselland Transport AG (BLT) einen Tarifverbund. Die Fahrpreise wurden angepasst und mit nur einem Billette konnte – je nach Fahrziel – von der einen auf die andere Gesellschaft umgestiegen werden. 1980 ist dieser Verbund durch die Einführung eines Zonentarifs zu einem integralen Tarifverbund BVB/BLT erweitert worden. Der Fahrpreis wurde unabhängig von der Gesellschaft, die die Transportleistung ausführt; mit nur einem Billett konnte mit allen auf dem Streckenverlauf verkehrenden Verkehrsmittel ans Ziel gelangt werden. 1984 ist ein übertragbares Umweltschutz-Abonnement lanciert worden – heute kurz U-Abo genannt. In der Entwicklung des öffentlichen Verkehrs gilt das U-Abo noch heute als Meilenstein.
Am 1. Juni 1987 wurde der TNW als erster integraler Tarifverbund der Schweiz gegründet. Im TNW Verbundgebiet sind Abonnemente-, Einzelfahrausweise und Mehrfahrtenkarten einheitlich geregelt. Der enorme Erfolg des U-Abos war ein wichtiger Auslöser zur Gründung des TNW. Im Jahre 2006 wurden zum ersten Mal mehr als 2 Millionen U-Abos verkauft. Während seiner Gültigkeitsdauer ist es ohne räumliche und zeitliche Einschränkung im gesamten Verbundgebiet gültig. Es ist übertragbar oder kann als persönliches Abo gekauft werden.
2014 wurde der Verbund zu einem Verein umgewandelt. Der Vorstand besteht aus einem Präsidenten, 5 Vertretern der jeweiligen Transportgesellschaften sowie je einem Vertretern der Kantone Aargau, Baselland, Baselstadt, Jura und Solothurn.

## Ausdehnung

### Geografische Ausdehnung
Das TNW-Gebiet umfasst eine Fläche von 1'101 km² und ist somit eines der grössten der Schweiz.
Das TNW-Gebiet besteht aus 163 Gemeinden, die sich auf fünf Kantone bzw. ein Département in zwei Staaten verteilen:
- alle Gemeinden der Kantone Basel-Stadt und Basel-Landschaft,
- sämtliche Gemeinden des solothurnischen Schwarzbubenlandes (Bezirke Dorneck und Thierstein),
- sämtliche Gemeinden des aargauischen Fricktals (d. h. alle Gemeinden der Bezirke Rheinfelden und Laufenburg sowie die Gemeinden Bözen, Effingen und Elfingen im Bezirk Brugg und die Gemeinde Densbüren im Bezirk Aarau),
- die solothurnische Gemeinde Kienberg,
- die jurassische Gemeinde Ederswiler
- und den französischen Bahnhof Leymen, sowie der Gemeinde Kiffis (Département Haut-Rhin), dank dem der TNW streng genommen binational ist.

Zudem erstreckt sich der TNW auch noch auf die Zollfreistrasse von Basel zu dem auf französischem Boden liegenden Flughafen Basel-Mülhausen.

### Gültigkeit nach Verkehrsmittel
Mit dem gesamten jeweiligen Netz am TNW angeschlossen sind die Basler Verkehrs-Betriebe (BVB), die Baselland Transport AG (BLT), die Waldenburgerbahn (WB) und die Autobus AG Liestal (AAGL). Mit ihrem jeweiligen Streckennetz innerhalb der geografischen Ausdehnung des TNW zudem am TNW angeschlossen sind die Schweizerischen Bundesbahnen (SBB), die SBB GmbH und die PostAuto Schweiz AG. Die TNW-Billette gelten in sämtlichen Regelkursen, das heisst bei den SBB und der SBB GmbH auch auf Fernverkehrsverbindungen. Dies gilt auch für die internationalen Züge der Deutschen Bahn im Bereich der Basler Verbindungsbahn zwischen den beiden Basler Bahnhöfen, da diese tariflich zu den SBB gehört.
Bei den Fernverkehrsverbindungen der SBB gelten die Billette allerdings nur bis zum letzten Bahnhof im TNW-Gebiet, an dem der Zug fahrplanmässig hält. So sind die TNW-Billette und Netzausweise (U-Abo) in InterRegio-Zügen bis Sissach (IR37) oder Gelterkinden (IR27) bzw. Frick (IR36) gültig. In InterCity-, EuroCity- und InterCityExpress-Zügen sind diese Fahrausweise für Fahrten zwischen Bahnhöfen im TNW-Gebiet gültig, namentlich zwischen den beiden Basler Fernbahnhöfen (Bahnhof SBB und Badischer Bahnhof) sowie auf den Strecken Basel – Liestal (IC61, EC, ICE) und Basel – Laufen (IC51). Für Fahrten ab dem letzten Bahnhof im TNW-Gebiet können vor Antritt der Fahrt Anschlussbillette gelöst werden.

## Angebote

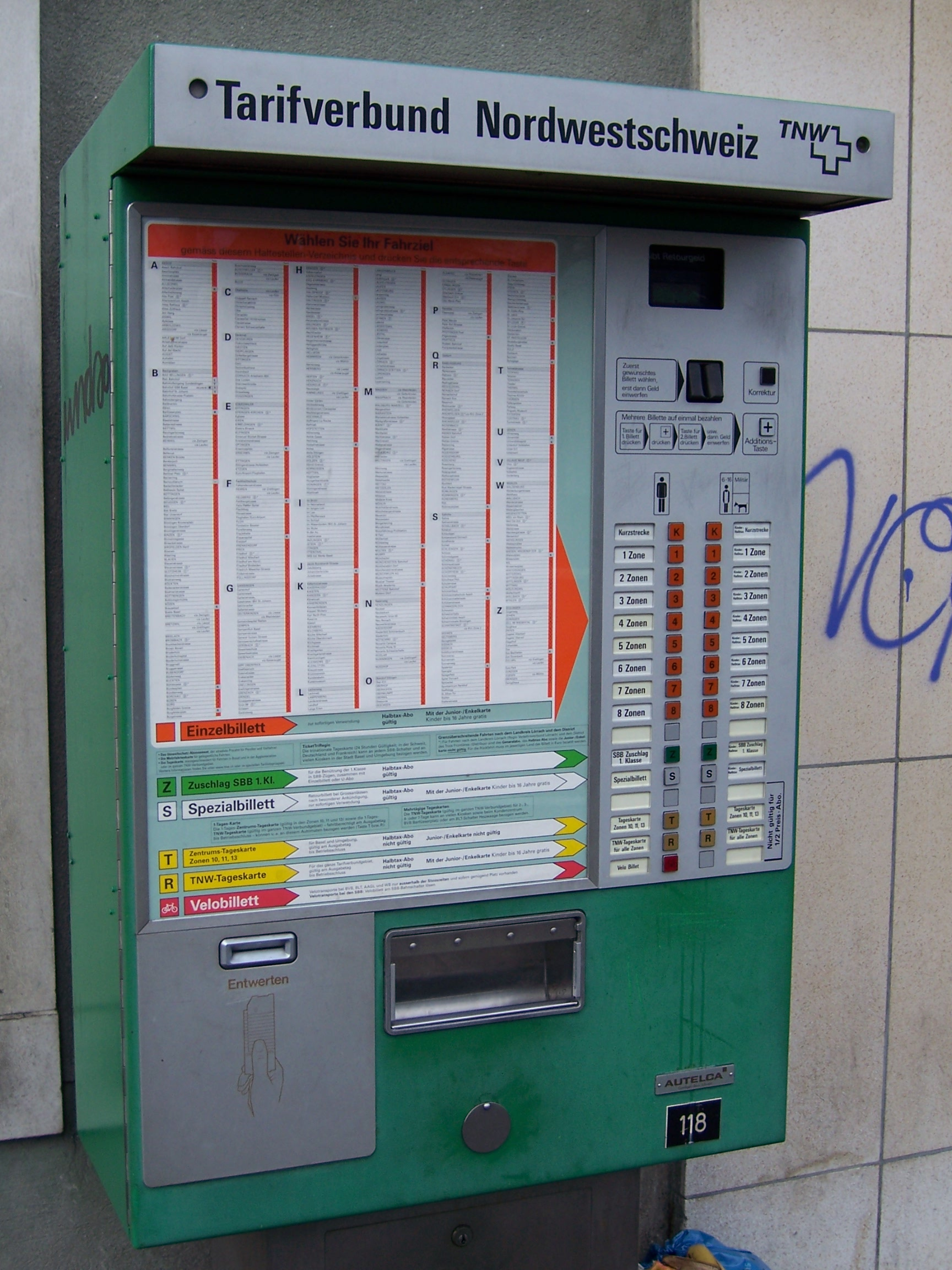
Ein alter Billettautomat des TNW; diese wurden bereits durch modernere Geräte ersetzt.

Das ganze TNW-Gebiet wurde in verschiedene Zonen eingeteilt und der Tarif richtet sich in der Regel nach der Anzahl der durchfahrenen Zonen.
- Einzelbillette werden für einzelne Fahrten über Kurzstrecken und für 1 bis 8 Zonen ausgegeben. Sie sind je nach Anzahl Zonen von 30 Minuten bis 4 Stunden lang gültig und berechtigen für eine einfache Fahrt.
- Ferienpässe werden während der Schulferien im Sommer und Herbst von verschiedenen Regionen im TNW ausgegeben und berechtigen innerhalb der Geltungsdauer zu einer unbeschränkten Anzahl Fahrten in allen Zonen des TNW.
- Gruppenbillette werden für gemeinsame Reisen von mindestens 10 Personen ausgegeben, wobei Inhaber von 1/2-Preisabos/Railcard, Schulen, Kinder von 6 bis 16 Jahren und Hunde einen ermässigten Gruppenpreis erhalten.
- Mehrfahrtenkarten werden für 6 einfache Fahrten für Kurzstrecken und für 1 bis 8 Zonen ausgegeben. Eine Entwertung ist je nach Anzahl Zonen zwischen 30 Minuten bis 4 Stunden lang gültig und berechtigen für eine einfache Fahrt.
- S-Billette (Spezial-Billette) gibt es für bestimmte Anlässe gemäss besonderer Bekanntgabe. Es sind Spezialbillette mit ermässigtem Tarif für Hin- und Rückfahrt und sind am Ausgabetag bis Betriebsschluss gültig.
- Tageskarten gibt es als Zentrumstageskarte und Mobility Ticket (Abgabe jedem Hotelgast bei Übernachtung in Basel) für die Zentrumszonen 10, 11, 13 (EuroAirport) und 15 und als TNW-Tageskarte für Fahrten im ganzen TNW (erhältlich für 1, 2, 3, 4 und 7 Tage). Die Tageskarte ist während der aufgedruckten Geltungsdauer, bzw. bei im Vorverkauf gelösten Karten ab der Entwertung, bis Betriebsschluss des letzten Tages gültig.
- Ticket TriRegio berechtigt zu Fahrten im Dreiländereck Nordwestschweiz, Landkreis Lörrach (RVL) und Teilgebiete des Elsass (Distribus und SNCF-Strecke Basel – Mulhouse) und ist ab Ausgabe oder Abstempelung für 24 Stunden im ganzen TNW gültig. Daneben gibt es noch das Ticket TriRegio-Mini, welches im TNW nur in den Zentrumszonen 10, 11, 13 (EuroAirport) und 15, im RVL in den Zonen 1, 2, 3 und 8, sowie im elsässischen District des Trois Frontières und auf der TER-Linie bis Bartenheim gültig ist.
- Verbundsabonnemente (genannt Umweltschutzabonnement, kurz U-Abo) werden für die Benützung aller Zonen des TNW ausgegeben und sind unpersönlich oder persönlich erhältlich. Kinder von 6 bis 16 Jahre, Jugendliche über 16 bis 25 Jahre, Senioren im AHV-Alter, Behinderte und Hunde können ermässigte Verbundabos beziehen. Sie werden für 1 Jahr oder für 1 Monat ausgegeben. Die Abonnemente können jährlich oder monatlich bezahlt werden, wobei der Quittungsabschnitt des speziellen Einzahlungsscheines als Abo gilt.

## Verkehrsunternehmen
Der TNW besteht aus folgenden Verkehrsunternehmen:
- BVB Basler Verkehrs-Betriebe
- BLT Baselland Transport AG
- SBB Schweizerische Bundesbahnen
- PostAuto Schweiz AG
- AAGL Autobus AG Liestal

## Netzpläne

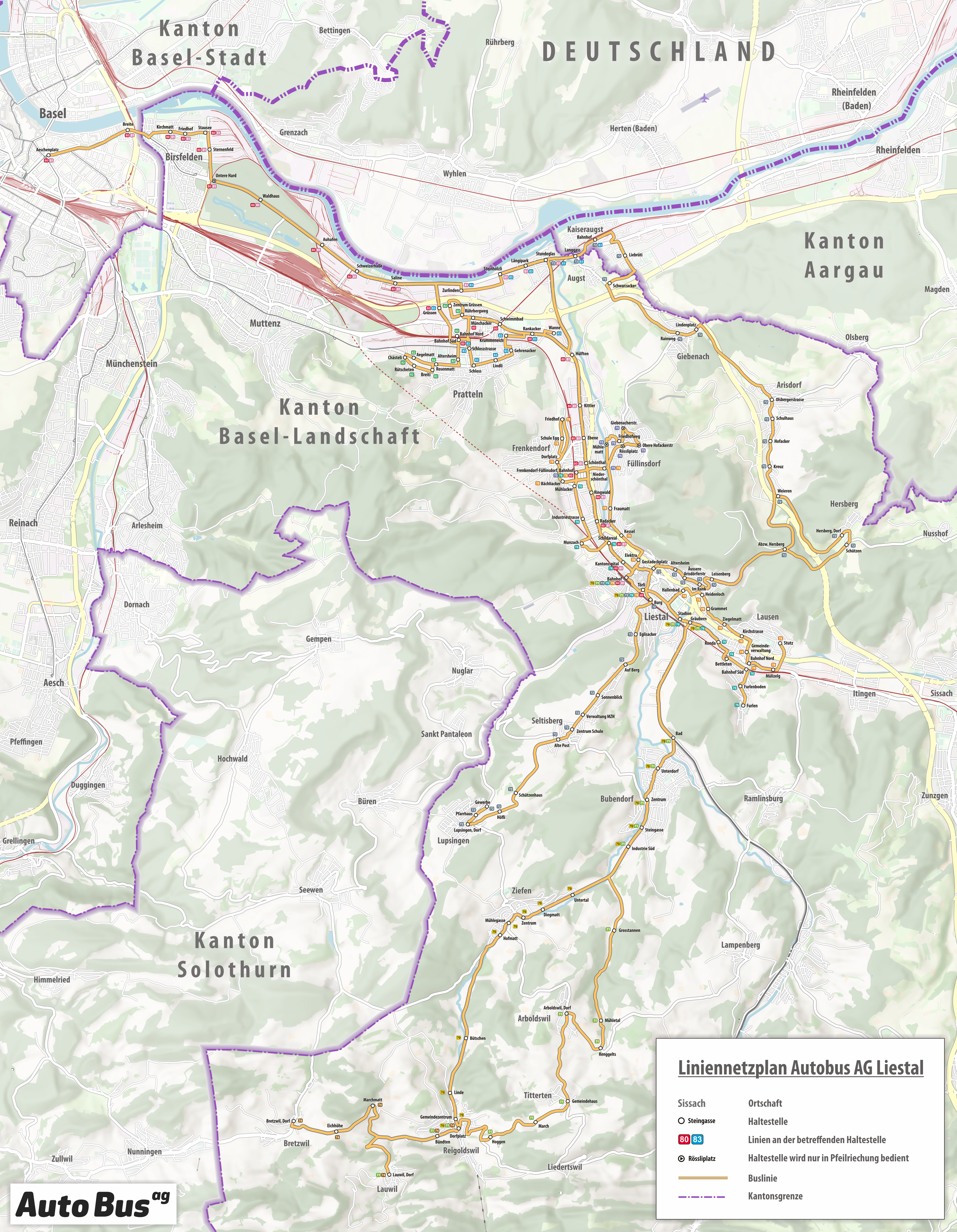
Autobus AG Liestal
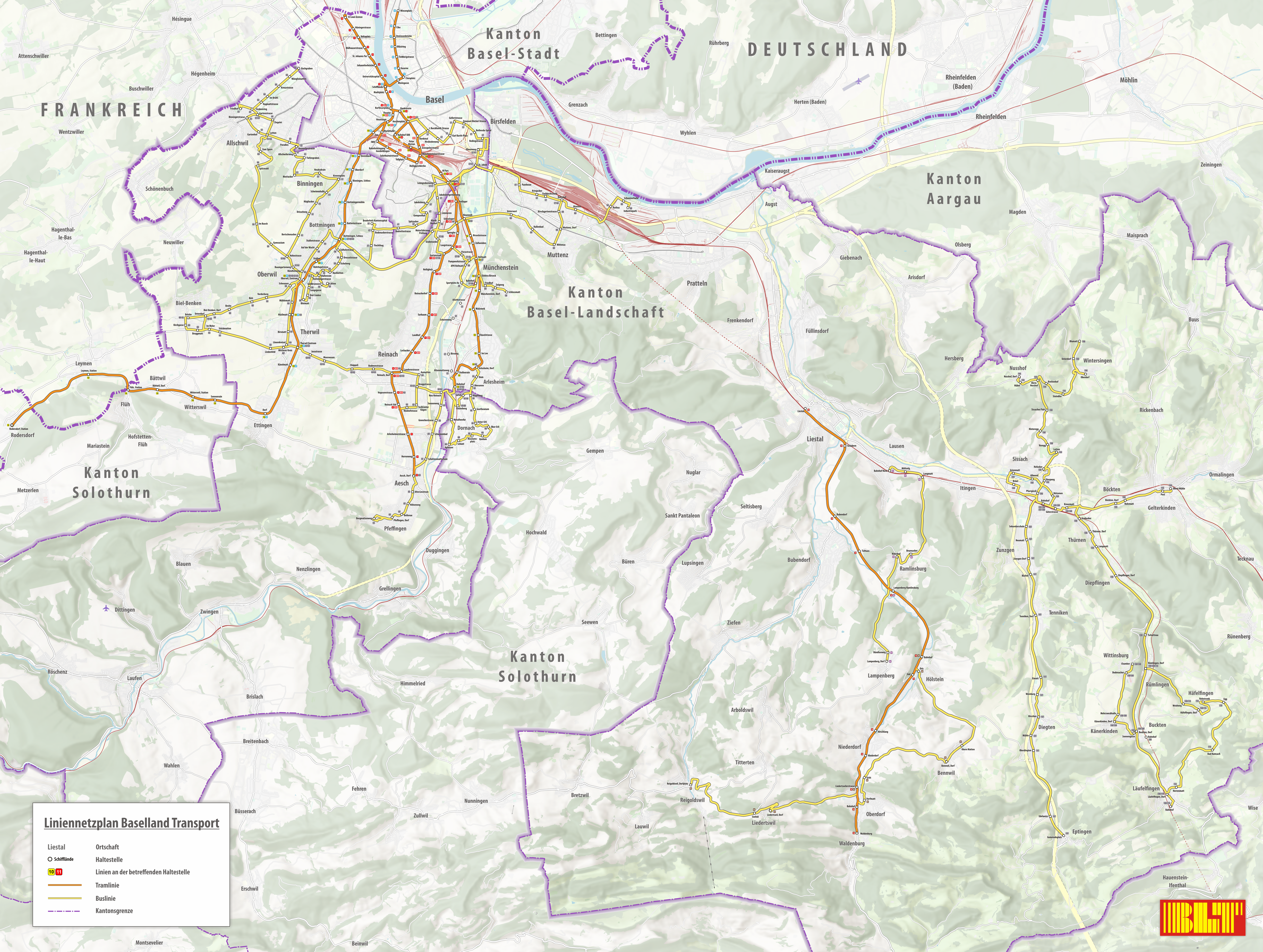
BLT Baselland Transport
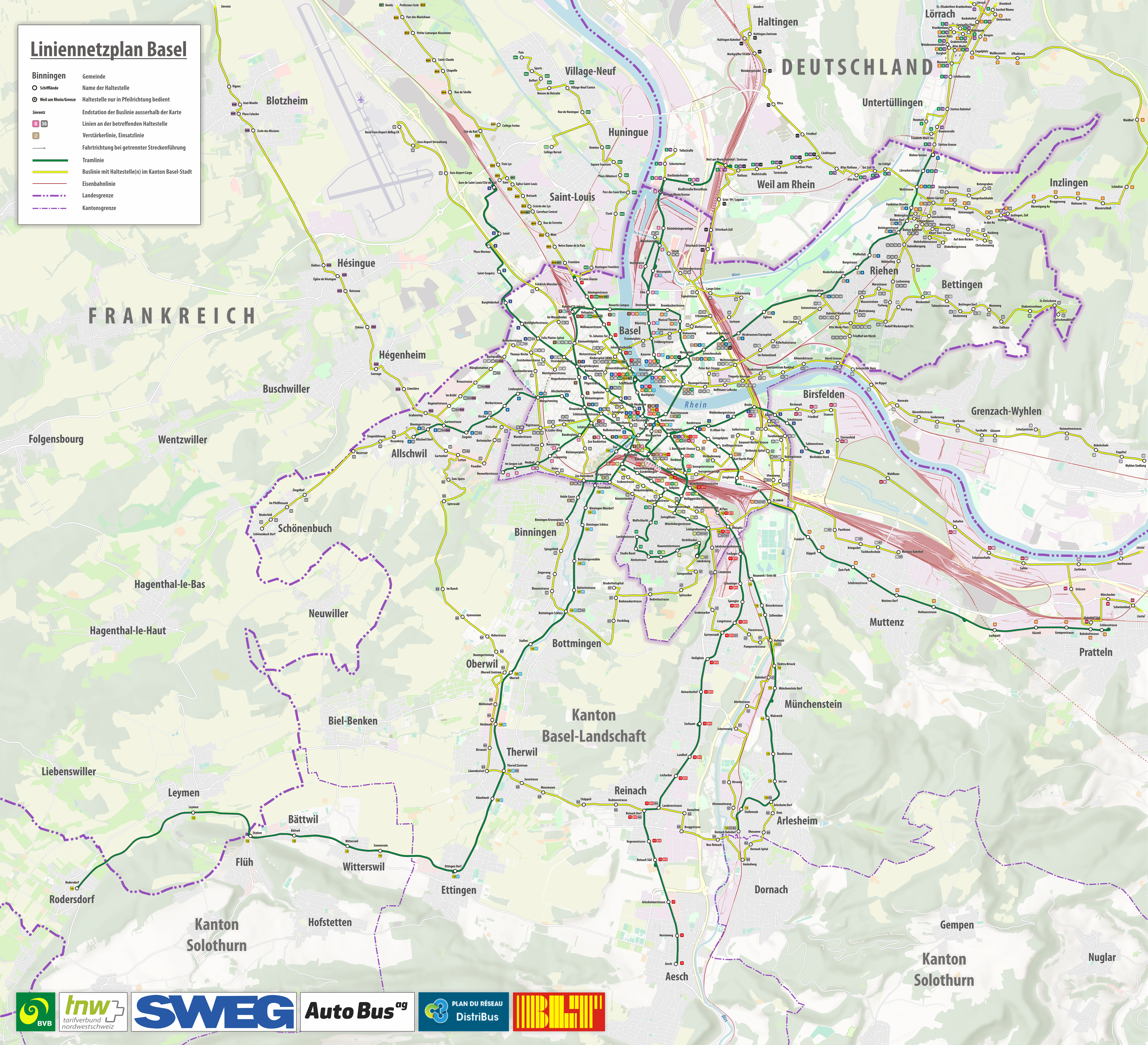
Basel und Umgebung
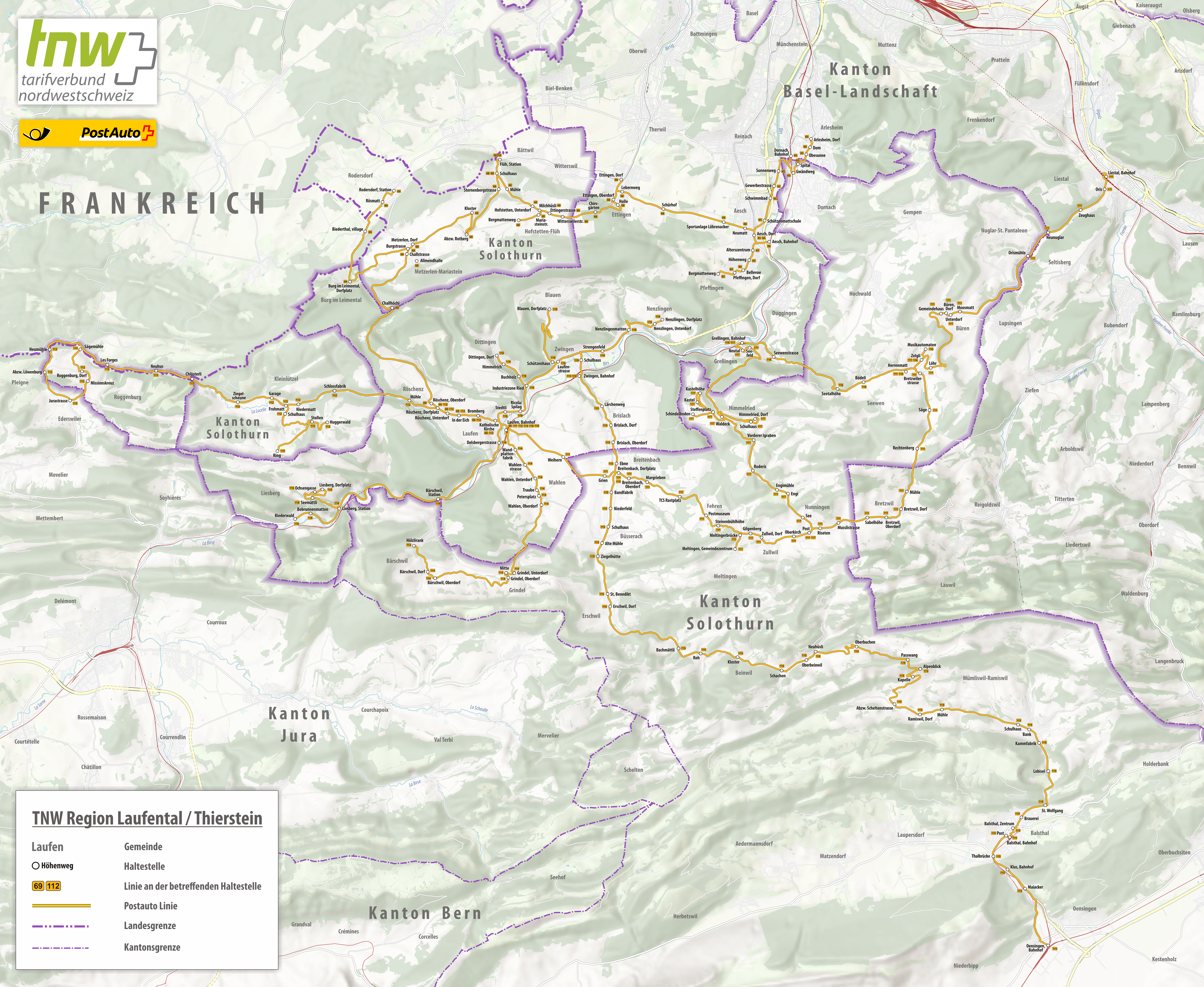
Laufental Thierstein
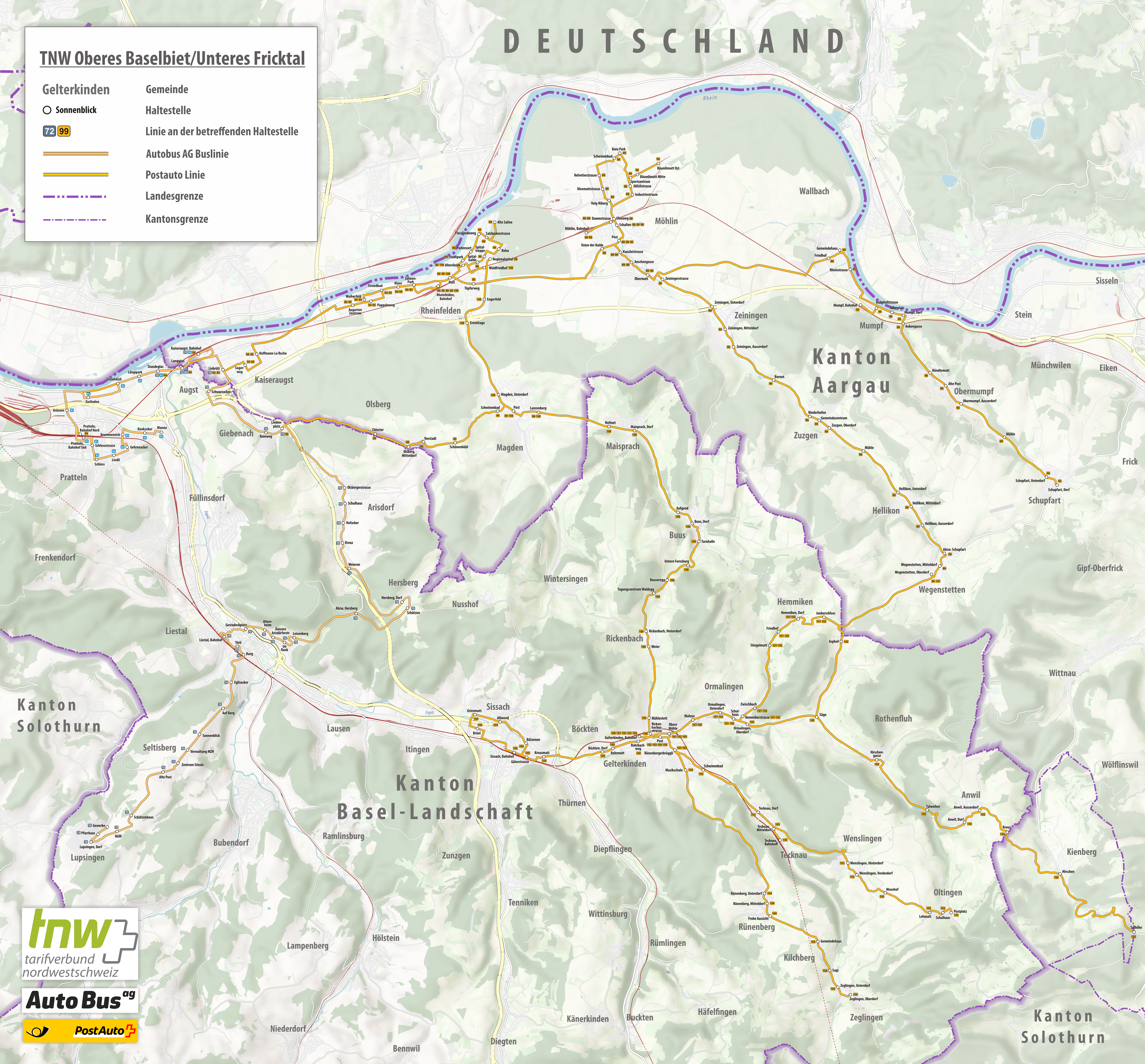
TNW Region Oberes Baselbiet / Unteres Fricktal
Oberes Fricktal
Unteres Fricktal

## TNW-Nachtnetz
Seit Dezember 2008 betreibt der TNW ein Nachtnetz, dies in Kooperation mit den einzelnen Betrieben. Dabei musste für die Benützung zusätzlich zum normalen Fahrtpreis ein Zuschlag bezahlt werden, welcher jedoch zum Fahrplanwechsel im Dezember 2011 abgeschafft wurde. Der TNW ist somit der erste Tarifverbund der Schweiz, welcher den Nachtzuschlag gestrichen hat.
Die Nachttramlinien N6 und N14 sowie N10 und N11 sind betrieblich miteinander verknüpft. Am Barfüsserplatz, resp. Theater, mutieren die Kurse entsprechend ihre Liniennummer. Dies ermöglicht theoretisch eine umsteigfreie Fahrt zwischen Pratteln und Riehen Grenze sowie zwischen Ettingen und Reinach Süd.
Zwischen 2021 und Ende 2023 wird das Nachtnetz abgeschafft. Das normale Netz soll dafür neu auch in den Wochenendnächten verkehren. Es ist ein Stundentakt auf allen Linien vorgesehen.
| Art  | Linie | Strecke                            |
| ---- | ----- | ---------------------------------- |
| Bahn | S1    | Basel SBB ↔ Frick (- Brugg)        |
| Bahn | S3    | Basel SBB ↔ Gelterkinden (- Olten) |
| Bahn | S3    | Basel SBB ↔ Laufen (- Delémont)    |
| Tram | N6    | Barfüsserplatz ↔ Riehen Grenze     |
| Tram | N10   | Theater ↔ Ettingen                 |
| Tram | N11   | Theater ↔ Reinach Süd              |
| Tram | N14   | Barfüsserplatz ↔ Pratteln          |
| Bus  | 19    | Liestal ↔ Waldenburg               |
| Bus  | N20   | Barfüsserplatz ↔ St. Jakob         |
| Bus  | N21   | Barfüsserplatz ↔ Johanniterbrücke  |
| Bus  | N22   | Barfüsserplatz ↔ Bettingen         |
| Bus  | N23   | Barfüsserplatz ↔ Schönenbuch       |
| Bus  | N26   | Barfüsserplatz ↔ Rodersdorf        |
| Bus  | N27   | Barfüsserplatz ↔ Pfeffingen        |
| Bus  | N28   | Barfüsserplatz ↔ Arisdorf          |
| Bus  | N38   | Claraplatz ↔ Wyhlen                |
| Bus  | N50   | Liestal ↔ Arisdorf                 |
| Bus  | N51   | Liestal – Lupsingen (- Büren)      |
| Bus  | N52   | Liestal ↔ Arboldswil               |
| Bus  | 67    | Dornach ↔ Seewen                   |
| Bus  | 70    | Liestal → Reigoldswil              |
| Bus  | 71    | Reigoldswil → Liestal              |
| Bus  | 72    | Lupsingen ↔ Augst                  |
| Bus  | 94    | Balsthal ↔ Waldenburg              |
| Bus  | 81    | Aeschenplatz ↔ Liestal             |
| Bus  | N89   | Wegenstetten ↔ Möhlin              |
| Bus  | N95   | Frick ↔ Eiken                      |
| Bus  | N97   | Frick ↔ Asp                        |
| Bus  | N96   | Frick ↔ Oberhof                    |
| Bus  | 100   | Rheinfelden ↔ Gelterkinden         |
| Bus  | 102   | Gelterkinden ↔ Kienberg            |
| Bus  | 104   | Gelterkinden ↔ Oltingen            |
| Bus  | 106   | Sissach ↔ Wintersingen             |
| Bus  | 107   | Sissach ↔ Eptingen                 |
| Bus  | 108   | Sissach ↔ Läufelfingen             |
| Bus  | 111   | Laufen ↔ Himmelried                |
| Bus  | 112   | Laufen ↔ Roggenburg                |
| Bus  | 114   | Laufen ↔ Liesberg                  |
| Bus  | 115   | Zwingen ↔ Balsthal (- Oensingen)   |
| Bus  | 117   | Nunningen ↔ Himmelried             |